# Oksana Dorodnowa
Oksana Dorodnowa (ros. Оксана Дороднова; ur. 14 kwietnia 1974 w Moskwie) – rosyjska wioślarka.

## Osiągnięcia
- Mistrzostwa Świata – Tampere 1995 – dwójka podwójna – 13. miejsce[1].
- Igrzyska Olimpijskie – Atlanta 1996 – czwórka podwójna – 7. miejsce[1].
- Mistrzostwa Świata – Aiguebelette 1997 – czwórka podwójna – 4. miejsce[1].
- Mistrzostwa Świata – Kolonia 1998 – czwórka podwójna – 2. miejsce[1].
- Mistrzostwa Świata – St. Catharines 1999 – czwórka podwójna – 3. miejsce[1].
- Igrzyska Olimpijskie – Sydney 2000 – czwórka podwójna – 3. miejsce[1].
- Mistrzostwa Świata – Mediolan 2003 – czwórka podwójna – 8. miejsce[1].
- Igrzyska Olimpijskie – Ateny 2004 – czwórka podwójna – 4. miejsce[1].
- Mistrzostwa Świata – Gifu 2005 – czwórka podwójna – 3. miejsce[1].
- Mistrzostwa Świata – Eton 2006 – czwórka podwójna – brak[1][2].
- Mistrzostwa Świata – Monachium 2007 – czwórka podwójna – 10. miejsce[1].
- Igrzyska Olimpijskie – Pekin 2008 – czwórka podwójna – 7. miejsce[1].
- Mistrzostwa Europy – Ateny 2008 – czwórka podwójna – 2. miejsce[1].